# ウィリアム・ギャス

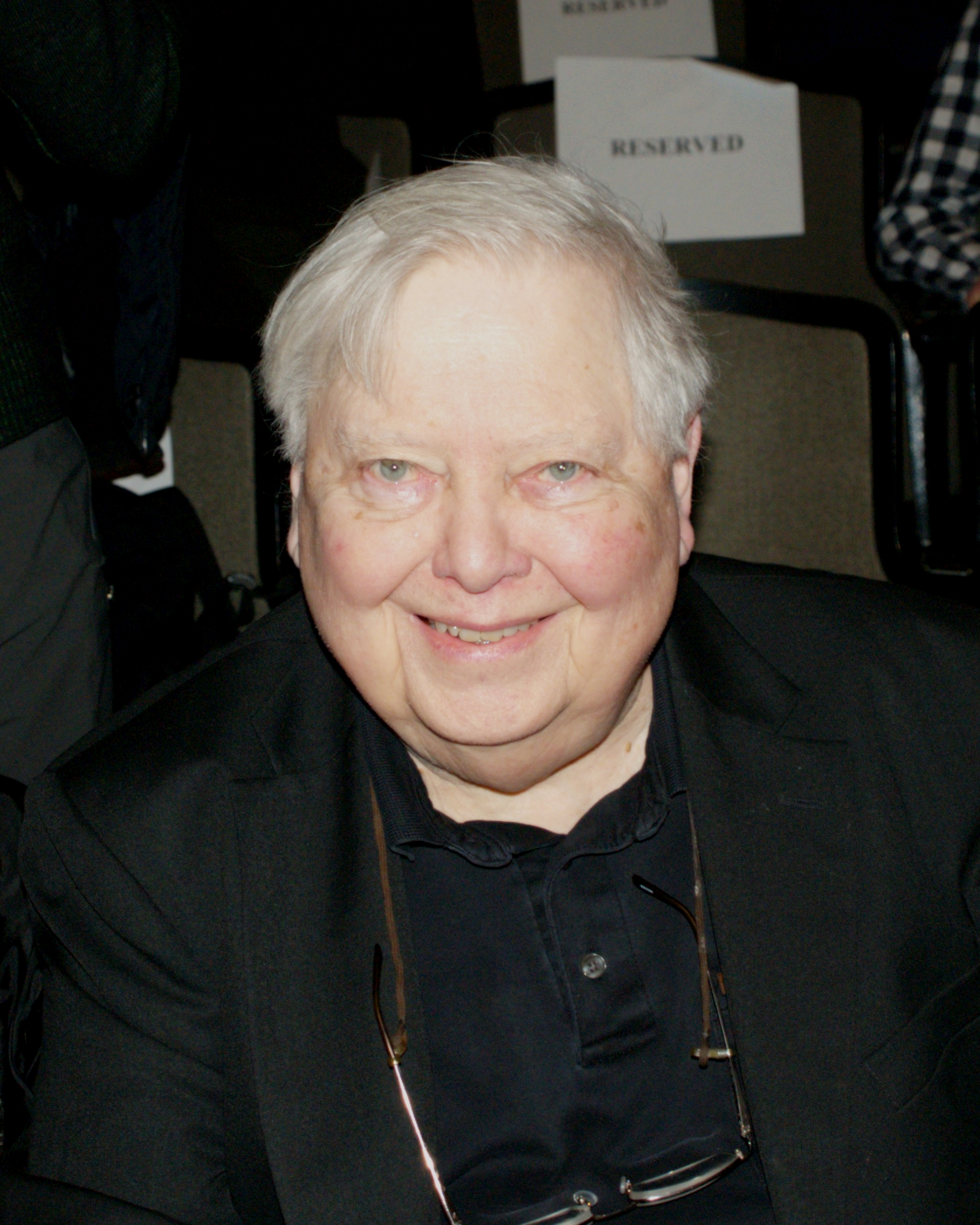

ウィリアム・ギャス（William Gass、1924年7月30日 - 2017年12月6日）は、アメリカ合衆国の小説家、評論家。
ノースダコタ州ファーゴ生まれ。ケニオン大学卒業後、コーネル大学大学院で学び、博士号を取得する。1943年から1946年まで海軍兵役のため日本に駐在した。のちパデュー大学教授、ワシントン大学教授を務めた。1977年再来日し講演を行った。純粋芸術として、小説の形式と言語はどうあるべきかの問題を、理論と実践を通して追求し、作品には「オーメンセッターの幸運」(1966年)、実験小説の極致極地である「ウィリー・マスターズの孤独な妻」(1971年)などのほかに、評論集「小説とさまざまな人生比喩」(1971年)などがある。
同じアメリカの作家、ウィリアム・ギャディスとは、年齢も近く名前も似ており、またともに寡作で前衛的な作風である。「ニューヨーク・タイムズ・ブックレビュー」は、ギャディスの作品「カーペンター・ゴシック」の刊行時に、編集者推薦コーナーで「ギャスの作品」として誤って掲載したことがあった。

## 日本語訳
- 『アメリカの果ての果て』杉浦銀策訳　冨山房(1979年)
- 『ブルーについての哲学的考察』須山静夫、大崎ふみ子訳　論創社、1995